# Electrocutare
Electrocutarea este provocarea morții sau vătămării grave cauzată unei ființe de un șoc electric produs în urma trecerii curentului electric prin corpul ei. Cuvântul este derivat de la „electro” și „executare”, dar este, de asemenea, folosit pentru cazurile corespunzătoare de moarte accidentală. Cuvântul este folosit, de asemenea, pentru a descrie leziuni neletale datorate curentului electric. Termenul „electrocutare” a fost inventat în anul 1889 în SUA chiar înainte de prima utilizare a scaunului electric și se referea inițial doar la executarea condamnaților prin șoc electric și nu la morțile accidentale sau la sinucideri. Cu toate acestea, deoarece nu exista nici un alt cuvânt disponibil care să descrie moartea nejudiciară datorată șocului electric, cuvântul „electrocutare” a devenit în cele din urmă o descriere a tuturor circumstanțelor morții sau vătămării cauzate de pătrunderea curentului electric în corp.

## Origini
În Olanda, în anul 1746, Andreas Cuneus, asistentul de laborator al lui Pieter van Musschenbroek, a primit un șoc electric puternic în timp ce lucra cu o butelie de Leyda, aceasta fiind prima rană produsă omului de energia electrică. Pe la mijlocul secolului al XIX-lea sistemele electrice de înaltă tensiune au început să fie folosite pentru iluminatul scenelor de spectacol și pentru emiterea semnalelor luminoase ale farurilor, producând în 1879 primul deces accidental înregistrat când un tâmplar de la un teatru din Lyon, Franța a atins o sârmă prin care trecea un curent de 250 de volți. Răspândirea sistemelor de iluminat stradal bazate pe folosirea curentului electric (care la acea vreme avea tensiuni mai mari de 3000 volți) după 1880 a determinat moartea mai multor oameni care au intrat în contact cu aceste linii de înaltă tensiune, un fenomen nou ciudat care părea să omoare instantaneu, fără a lăsa semne pe corpul victimei. Ca urmare a experimentului lui Edison in Orange Laboratory s-a trecut la executarea deținuților condamnați la moarte pe scaunul electric la sfârșitul anilor 1890, ca o metodă oficială de pedeapsa capitală în statul american New York, considerată o alternativă mai umană la spânzurare. În urma încercării lui Edison de a dovedi capacitatea curentului alternativ de a ucide prin electrocutare la atingerea consecutiva, accidentala sau voita, a polului pozitiv si a unui obiect conductor sau a cei doi poli, un dentist local pe nume Alfred P. Southwick a căutat să dezvolte un mod de executare a criminalilor condamnați folosindu-se de ceea ce știa cel mai bine, scaunul stomatologic. În următorii 9 ani Southwick a lucrat la executarea scaunului electric, care a fost analizat de comisia pentru pedeapsa cu moartea a statului New York (din care făcea parte Southwick) și recomandată la 4 iunie 1888, apoi legiferată ca metodă de execuție pe 2 ianuarie 1889. Acest lucru s-a petrecut in timpul numit si „războiul  curenților” între sistemul de alimentare cu curent continuu propus de Thomas Edison și sistemul de alimentare cu curent alternativ al industriașului George Westinghouse în 1889, când Harold P. Brown, cunoscut activist împotriva folosirii curentului continuu, a devenit consultant al comisiei. Brown a presat pentru adoptarea sistemului de alimentare cu curent alternativ a scaunului electric.

### Etimologie
În mai 1889 autoritățile judiciare ale statului New York au condamnat prima persoană, un comerciant stradal pe nume William Kemmler, să fie executată după noua formă de pedeapsa capitală. Ziarele de scandal, încercând să descrie această nouă formă de execuție, au folosit termenul „electrocutare”, un cuvânt telescopat derivat de la „electro” și „executare”. Aceasta nu a fost singura alegere de cuvinte luată în considerare. Editorialul New York Times a folosit cuvinte ca „Westinghoused” (după echipamentul cu curent alternativ Westinghouse Electric care urma să fie folosit), „Gerrycide” (după Elbridge Gerry care a condus comisia pentru pedeapsa cu moartea a statului New York care a sugerat folosirea scaunului electric), și „Maroed” (după activistul împotriva folosirii curentului alternativ Harold P. Brown). Thomas Edison a preferat cuvintele dynamort, ampermort și electromort. New York Times a respins cuvântul electrocutare, considerându-l ca fiind lansat de „ignoranți snobii”.

## Aspecte medicale
Pericolul asupra sănătății generat de trecerea prin corp a unui curent electric depinde de cantitatea de curent și durata de timp în care acesta curge, nu doar de tensiunea electrică. Cu toate acestea, este necesară o tensiune înaltă pentru a produce un curent care să afecteze corpul. Acest lucru se datorează rezistenței relativ ridicate a pielii, atunci când este uscată, necesitând trecerea unui curent cu o tensiune înaltă. Gravitatea șocului depinde și de faptul dacă este afectat de curent un organ vital. Moartea poate să apară din orice șoc care are suficientă energie pentru a opri inima. Curenții slabi (70-700 mA) declanșează de obicei fibrilația în inimă, care este reversibilă cu ajutorul defibrilatorului, dar este aproape întotdeauna fatală în lipsa ajutorului. Curenții alternativi de 30 mA sau curentul continuu de 300-500 mA aplicat pe suprafața corpului poate provoca fibrilație. Curenții puternici (> 1 A) cauzează deteriorări permanente prin arsuri și leziuni celulare. Tensiunea necesară pentru a crea un curent periculos pentru corp variază foarte mult în funcție de rezistența pielii; pielea umedă, transpirată sau găurită poate permite curgerea unui curent mai puternic. Periculozitatea unui curent electric depinde de traseul pe care îl traversează în corp, care depinde, la rândul său, de punctele în care curentul intră și iese din corp. Traseul curentului trebuie să includă, de obicei, fie inima, fie creierul pentru a produce moartea.